# Artère urbaine
Pour les articles homonymes, voir Artère (homonymie).
 (mai 2014).
Si vous disposez d'ouvrages ou d'articles de référence ou si vous connaissez des sites web de qualité traitant du thème abordé ici, merci de compléter l'article en donnant les références utiles à sa vérifiabilité et en les liant à la section « Notes et références ».

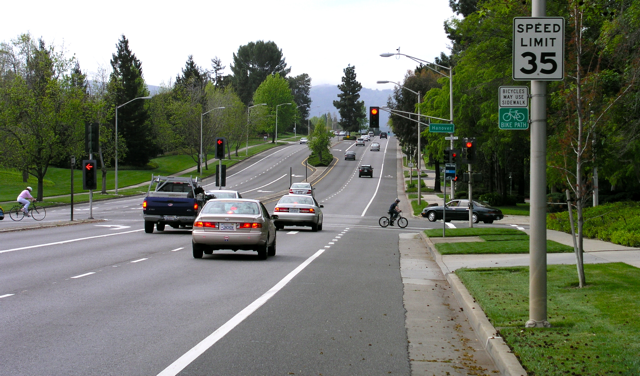
Page Mill Road à Palo Alto, Californie (États-Unis) est une route artérielle typique en zone suburbaine. Cette route possède aussi une piste cyclable.

Par analogie avec les artères sanguines, dont elle tire son nom, une voie en milieu urbain, est parfois appelée artère routière ou artère urbaine. Il s'agit souvent d'un axe routier de bonne capacité particulièrement utilisé pour acheminer le trafic entre des centres urbains au plus haut niveau de service possible. La plupart des artères sont des routes régulées par la limitation des accès. La conception de ces routes varie selon les pays et les villes, mais elles partagent un certain nombre de caractéristiques. Les artères sont souvent disposées en cercles concentriques (communément appelés ceintures périphériques) ou en grille et sont classées comme majeures (principales) ou mineures.